# Gliese 673
Gliese 673 è una stella nana arancione situata nella costellazione di Ofiuco. La classificazione spettrale della stella è K7-V. Le stelle della sequenza principale di queste classi hanno generalmente una massa pari al 60-70% di quella solare.
Pur essendo una stella relativamente vicina alla Terra, ad una distanza di circa 25 anni luce, la sua magnitudine apparente è troppo alta (+7,54) perché sia visibile ad occhio nudo. È una stella con una bassa velocità di rotazione (3 km/s), ma ha la peculiarità di avere un elevato moto proprio.